# 馬龍雙子峰
馬龍雙子峰（Maroon Bells）又名褐铃山，是埃尔克山的两座山峰，它們分別為马龙峰（Maroon Peak）和北马龙峰（North Maroon Peak），兩座山峰相隔约半公里。这两座山峰位于美国科罗拉多州皮特金縣和甘尼森縣交界处，地處怀特河国家森林的马龙双子峰-斯诺马斯原野中，並位於阿斯彭西南约19公里。马龙峰海拔為4317米，北马龙峰海拔4273米。